# Льгов-Київський
Льгов-Ки́ївський (Льгов І) — вузлова залізнична станція Орловсько-Курського регіону Московської залізниці на перетині залізничних ліній Київ — Воронеж та Брянськ — Харків. Розташована в однойменному місті Курської області.

## Історія

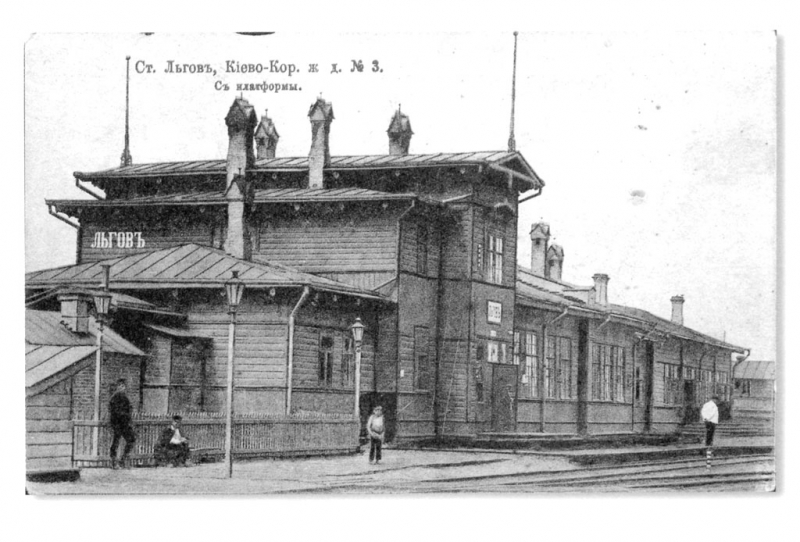
Стара будівля вокзалу Льгов I

Станція Льгов була введена в експлуатацію у 1868 році, під час будівництва лінії Курськ — Київ. Особливості рельєфу не дозволили прокласти залізницю через місто, тому станція була побудована за 7 верст від Льгова. Згодом територія міста збільшилася, а станція увійшла у міську межу. У 1897 році було завершено будівництво лінії Брянськ — Льгов, а станція набула статусу вузлової Московсько-Київсько-Воронезької залізниці.
У 1911 році введена в експлуатацію лінія Льгов — Харків, яка підпорядковувалася Сіверсько-Донецькій залізниці. Для обслуговування Сіверсько-Донецької залізниці був побудований окремий вокзал. 
Під час Другої світової війни стара будівля вокзалу була знищена, а новий вокзал був споруджений наприкінці 1940-х років.

## Назва
З 1911 року станція Московсько-Київсько-Воронезької залізниці мала назву Льгов I, а Сіверсько-Донецької залізниці — Льгов II. У 1929 році станція Льгов I була перейменована на Льгов-Київський.
Станом на 2009 рік як назва станції офіційно використовуються варіанти: Льгов-Київський (у довідниках й розкладах поїздів далекого сполучення) та Льгов I (у розкладах приміських поїздів).

## Пасажирське сполучення
На станції зупиняються поїзди далекого та приміського сполучення.
Поїзди далекого сполучення:
- № 142/141 «Сейм» Льгов — Москва (нефірмовий)
- № 359/360 Калінінград — Адлер

Поїзди сезонного курсування (за вказівкою):
- № 201 Анапа — Калінінград
- № 467/468 Смоленськ — Адлер
- № 567/567 Смоленськ — Анапа

Скасовані поїзди:
- № 185/186 Москва — Євпаторія (до 2013 року)
- № 228/229 «Преміум» Льгов — Москва
- № 461/462 Смоленськ — Сімферополь (до 2013 року)
- № 331/332 Київ — Воронеж (до 2014 року)
- № 7001/7002 Орел — Льгов (у 2008 році призначався як прискорений приміський поїзд, наразі — скасований)[3]

Приміське сполучення здійснюється за напрямками:
- Курськ — Глушкове
- Курськ — Льгов
- Курськ — Михайлівський Рудник
- Льгов — Арбузове
- Льгов — Комаричі
- Льгов — Михайлівський Рудник
- Льгов — Орел.